# Combat Rock
Combat Rock is het vijfde studioalbum van de Britse punkband The Clash. Het werd uitgebracht in 1982. Het album bereikte de 29ste plaats in Nederland, de negende plaats in Zweden, de zevende plaats in Noorwegen en de Verenigde Staten en de vijfde plaats in Nieuw-Zeeland. De muziek werd geschreven door Mick Jones. Hij had aanvankelijk het dubbelalbum Rat Patrol from Fort Bragg gemaakt, met vijftien liedjes en in totaal 65 minuten aan muziek, maar Joe Strummer vond het niets. Met de hulp van geluidstechnicus Glyn Johns werd het toen bewerkt en vijf van de liedjes van het originele album werden geschrapt. Hiervan zijn er drie nooit uitgebracht (en enkel op bootlegs verschenen): "Walk Evil Talk", "Kill Time" en "The Beautiful People Are Ugly".

## Tracklist
| Nr. | Titel                        | Duur |
| --- | ---------------------------- | ---- |
| 1.  | Know Your Rights             | 3:34 |
| 2.  | Car Jamming                  | 3:54 |
| 3.  | Should I Stay or Should I Go | 3:03 |
| 4.  | Rock the Casbah              | 3:31 |
| 5.  | Red Angel Dragnet            | 3:41 |
| 6.  | Straight to Hell             | 5:22 |

| Nr. | Titel               | Duur |
| --- | ------------------- | ---- |
| 1.  | Overpowered by Funk | 4:48 |
| 2.  | Atom Tan            | 2:23 |
| 3.  | Sean Flynn          | 4:21 |
| 4.  | Ghetto Defendant    | 4:26 |
| 5.  | Inoculated City     | 2:38 |
| 6.  | Death Is a Star     | 3:04 |

## Musici
- Poly Mandell - toetsen op "Overpowered by Funk"
- Gary Barnacle - saxofoon op "Sean Flynn"
- Tymon Dogg - piano op "Death is a Star"
- Allen Ginsberg - achtergrondzang
- Ellen Foley - achtergrondzang
- Futura 2000 - achtergrondzang

- Joe Ely - achtergrondzang
- Paul Simonon - basgitaar
- Topper Headon - drums
- Mick Jones - gitaar, zang
- Joe Strummer - gitaar, zang